# К-53
К-53 — советская крейсерская дизель-электрическая подводная лодка времён Великой Отечественной войны, девятый корабль серии XIV типа «Крейсерская».

## История строительства
К-53 была заложена 30 мая 1939 года на заводе № 194 «Им. А. Марти» в Ленинграде под заводским номером 456. Спуск на воду состоялся 2 сентября 1939 года, лодка была включена в состав 4-й бригады подводных лодок Балтийского флота. 11 февраля 1941 года К-53 включили в состав 13-го дивизиона учебной бригады подводных лодок Балтийского флота. К-53 предназначалась для Тихоокеанского флота, но из-за начала Великой Отечественной войны осталась на Балтике. 31 июля 1943 года лодка вошла в строй и 19 сентября вошла в состав Балтийского флота. Командиром лодки в то время был капитан 3-го ранга Исаак Соломонович Кабо. В отличие от первых шести лодок проекта, К-53 не имела минного вооружения.

## История службы
К-53 до конца войны совершила три боевых похода суммарной продолжительностью 60 суток, совершила четыре торпедные атаки, потопила один транспорт (Margeriethe Cords, 17.03.1945, 1 912 брт) и один брошенный экипажем сторожевой корабль (13.05.1945). Результат атаки 10.12.1944 года неизвестен.

### Послевоенная служба
В августе 1948 года К-53 совместно остальными балтийскими «Катюшами» перешла на Северный флот вокруг Скандинавского полуострова и прибыла в Екатерининскую гавань. Вошла в состав 1-го дивизиона бригады подводных лодок Северного флота, базировалась на Полярный. 9 июня 1949 года переименована в Б-7. 11 сентября 1954 года выведена из состава боевых кораблей, переоборудована в ПЗС. 9 ноября 1954 года получила наименование ПЗС-53. С 25 августа 1956 года использовалась как учебно-тренировочная станция, 18 марта переименована в УТС-7. 11 февраля 1960 года исключена из списка плавсредств ВМФ, передана в ОФИ для переработки.

### Командиры
- март 1941 – июль 1941 — Леонид Иванович Городничий,
- 28 сентября 1941 — 8 июля 1943 — капитан 2-го ранга Михаил Васильевич Федотов
- 8 июля 1943 — 3 марта 1944 — капитан 3-го ранга Исаак Соломонович Кабо
- 17 марта 1944 — май 1945 — Д. К. Ярошевич
- 1948 — М. С. Калинин